# Emerald Group Publishing
Emerald – jeden z największych wydawców czasopism naukowych z zakresu zarządzania na świecie. 

## Opis
Przedsiębiorstwo powstało w 1967 roku pod nazwą Management Consultants Bradford (MCB) i działało pod nią do roku 2001. Pierwszym wydawanym czasopismem było Management Decision.
Obecnie oferuje przede wszystkim dostęp elektroniczny do ponad artykułów pełnotekstowych z kilkuset czasopism o zarządzaniu, a także z zakresu inżynierii.